# Fernando Schweitzer
Fernando Schweitzer, nome completo Antonio Fernando Mello Schweitzer de Oliveira (Santiago de Compostela, 22 novembre 1982), è un attore e giornalista brasiliano, figlio di padre argentino e di madre brasiliana.

## Carriera

### Teatro
- 2008: Juan e Marco (testo, direzione e recitazione)
- 2007: 10 x Comédia (testo, direzione e recitazione)
- 2006: Navalha na Carne, (testo direzione e recitazione)
- 2005: Bacalhau Regado ao Vinho (testo, direzione e recitazione)
- 2004: Mentiras Perigosas (testo, direzione e recitazione)
- 2004: José Firmino - Do Ceará para o Mundo (testo, direzione e recitazione)
- 2004: La Casa Tihuana (testo, direzione e recitazione)
- 2003: A Tribo de Kerodon (testo, direzione e recitazione)
- 2003: Drogas tô Fora, (recitazione)
- 2003: Pequenitos e Pequenitas, (testo e recitazione)
- 1996: A Revolta do Brinquedos.

### Cinema
- Mazzaropi: O Brasil é o meu público, (direzione e recitazione) (2003)
- Identificados (recitazione) (2008)